# Potuliniec
Potuliniec [pɔtuˈliɲet͡s] (tiếng Đức: Heydebreck) là một ngôi làng thuộc khu hành chính của Gmina Płoty, thuộc quận Gryfice, West Pomeranian Voivodeship, ở phía tây bắc Ba Lan. Nó nằm khoảng 6 kilômét (4 mi)   phía tây nam Płoty, 17 km (11 mi) phía nam Gryfice và 57 km (35 mi) về phía đông bắc của thủ đô khu vực Szczecin.
Trước năm 1945, khu vực này là một phần của Đức. Đối với lịch sử của khu vực, xem Lịch sử của Pomerania.